# Carlos Alzamora Traverso
Carlos Felipe Alzamora Traverso (Lima, 20 de mayo de 1926-25 de agosto de 2023) fue un diplomático e internacionalista peruano.

## Biografía
Nacido en Lima en 1926, fue hijo de Carlos Alzamora Elster y María Traverso Magán. Su padre, miembro de una familia vinculada a las leyes y la política, fue ministro de estado en dos gobiernos. Asimismo, fue nieto de Lizardo Alzamora Mayo, destacado magistrado y político peruano.
Realizó sus estudios en el colegio Sagrados Corazones Recoleta y en la Pontificia Universidad Católica del Perú, de la que se graduó de abogado en 1951. Posteriormente, realizó estudios de postgrado en la Universidad Nacional de Asunción y estudios especiales en la Universidad de Chile y la Universidad Hispanoamericana de Santa María de La Rábida.
En 1959, se casó con Juana Leguía Gutiérrez, nieta del expresidente Augusto B. Leguía y de quien luego se divorció. Posteriormente, en 1979, volvería a casarse con Rosario Alvarado Berckemeyer.
En 1943, ingresó al servicio civil en el Ministerio de Relaciones Exteriores y, en 1948, se unió al servicio diplomático desempeñándose desde entonces como secretario en Asunción, Quito, Washington D. C. y Roma (1949-1955). Promovido a consejero, fue destinado a La Paz y, luego, como ministro consejero a Brasilia y nuevamente a Washington D. C. (1959-1970). Ascendido por el gobierno a embajador en 1968, fue director de Integración y subsecretario de Asuntos Económicos de la Cancillería, director alterno del Banco Mundial y jefe de la primera misión comercial a China.
En 1972, fue designado representante permanente en la sede de las Naciones Unidas en Ginebra, cargo en el que se desempeñó hasta 1975, cuando pasó a la sede principal en Nueva York con el mismo nombramiento (1975-1978; 1979-1980) y ocupó la vicepresidencia de la Asamblea General (1975 y 1977). Entre 1979 y 1983 fue secretario permanente del recién fundado Sistema Económico Latinoamericano (SELA) con sede en Caracas. En 1985, fue nuevamente nombrado representante permanente del Perú en Nueva York (hasta 1989) y como tal delegado de su país en el Consejo de Seguridad (1985-1986).
Al producirse la invasión de Irak a Kuwait, el Consejo de Seguridad creó una comisión de compensación de daños y reclamos de la que fue nombrado y se desempeñó como secretario ejecutivo (1991-1996).
En 2001, el gobierno de Valentín Paniagua lo designó embajador en Estados Unidos en reemplazo de Alfonso Rivero. Al año siguiente, se retiró del servicio diplomático.

## Publicaciones
- Bases para una respuesta de Latinoamérica a la Crisis Mundial (junto a Enrique V. Iglesias). 1983
- Cooperación política regional para la democracia (junto a Juan Somavía). 1986
- La capitulación de América Latina. El drama de la deuda latinoamericana: sus orígenes, sus costos, sus consecuencias. 1998
- La agonía del visionario: la lección final de Raúl Porras. 2000
- Nueve libros vanguardistas (junto a Mirko Lauer). 2001
- Leguía: la historia oculta. Vida y muerte del expresidente Augusto B. Leguía. 2013
- Medio siglo por el mundo. 2020